# Razom nas bahato, nas ne podolati
«Razom nas Bahato» (Разом нас багато en ucraniano) es una canción rap interpretada por GreenJolly, durante la revolución naranja de 2004, este tema se convirtió en himno no oficial de la revolución. La traducción literal del título de la canción es "Juntos somos más!". Frase que guarda similitudes con el título de un tema chileno de Quilapayún utilizada por Unidad Popular llamado El pueblo unido jamás será vencido. Ucrania estuvo representada en el Festival de la Canción de Eurovisión de 2005 con este tema.
El mismo tema fue utilizado por manifestantes en Bielorrusia tras las elecciones nacionales de aquel país donde se alegaron irregularidades.